# Elisabeth Leidinge
Elisabeth Leidinge (* 6. März 1957 in Sundsvall) ist eine ehemalige schwedische Fußballspielerin. Die mehrfache Nationalspielerin ist mittlerweile als Trainerin tätig.

## Werdegang
Leidinge spielte für Kema Nord, GIF Sundsvall, Jitex BK und Malmö FF. Insgesamt gewann sie sechs Mal den schwedischen Meistertitel. Zudem lief sie zwischen 1974 und 1995 in 112 Länderspielen für die schwedische Frauennationalmannschaft auf. Dabei gewann sie bei der Europameisterschaft 1984 den Titel und konnte bei der ersten Frauen-Weltmeisterschaft 1991 Bronze erringen. 1995 stand sie erneut im Kader der Auswahlmannschaft.
Bereits während ihrer aktiven Laufbahn übernahm sie ab 1981 Torwarttraineraufgaben in der Jugend von MFF. Seit 1997 ist sie in gleicher Position für die Damenmannschaft des Vereins tätig und betreut zusätzlich die weiblichen Jugendauswahlen des schwedischen Verbandes.